# محیط زیست بلژیک

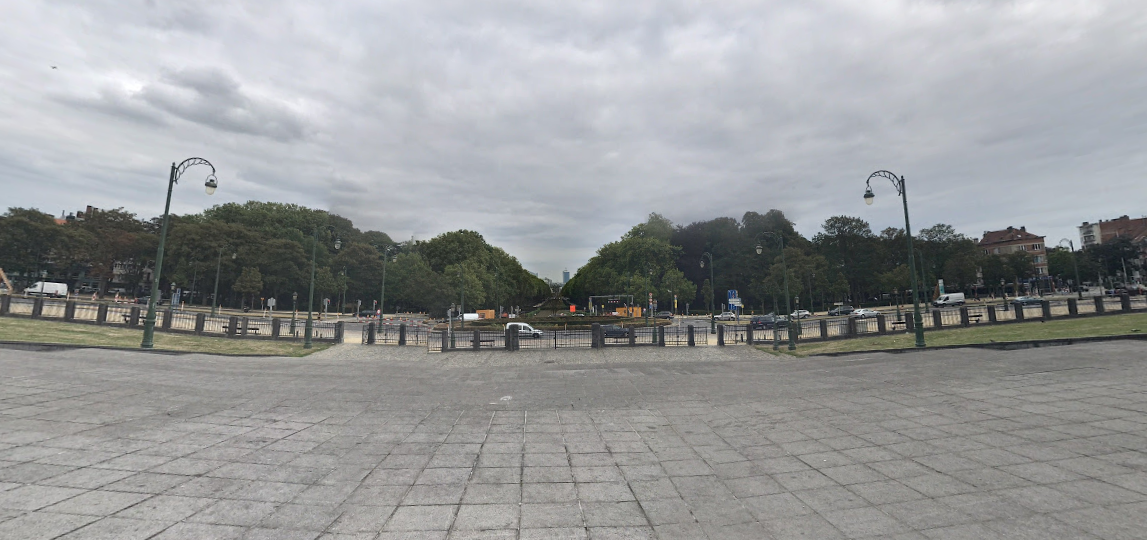

محیط زیست بلژیک به‌طور کلی تحت تأثیر تراکم بالای جمعیت در بیشتر مناطق آن قرار دارد. با این حال، به واسطه تلاش‌های مستمر و هماهنگ در سطوح مختلف دولت بلژیک، وضعیت زیست‌محیطی این کشور رو به بهبود است. این اقدامات باعث شده‌اند که بلژیک در میان ۱۳۲ کشور، از نظر روندهای حفاظت از محیط زیست، جایگاه نهم را به خود اختصاص دهد و در میان ده کشور برتر در این زمینه قرار گیرد. با این وجود، کیفیت منابع آبی همچنان با چالش‌هایی روبه‌رو است؛ از جمله پایین بودن نسبی اما در حال افزایشِ نرخ تصفیه فاضلاب‌های شهری، و نیز وجود آلودگی‌های قدیمی که در لایه‌های رسوبی انباشته شده‌اند. آلودگی هوا در بلژیک عموماً در سطح متوسط تا خوب قرار دارد، اما تحت تأثیر انتشار آلاینده‌ها از وسایل نقلیه، سامانه‌های گرمایشی منازل، و همچنین ورود آلودگی‌های صنعتی از منطقه صنعتی سنگین روهر در کشور همسایه، آلمان، قرار می‌گیرد.
تنوع زیستی در منطقه فلامان کمتر از والونی است و این مسئله عمدتاً به دلیل تراکم بالای جمعیت و تکه‌تکه شدن زیستگاه‌ها در این ناحیه است. با این حال، اقداماتی در حال انجام است تا با پیوند دادن جنگل‌ها و پارک‌های ملی که به صورت پراکنده قرار دارند، از طریق گذرگاه‌های حیات‌وحش موسوم به «اکوداکت»، محل عبور حیات وحش افزایش یابد و حیات طبیعی بار دیگر جان بگیرد.
بلژیک یکی از بالاترین نرخ‌های بازیافت زباله در میان کشورهای اروپایی را داراست. به‌ویژه در منطقه فلامان این کشور، نرخ انحراف زباله (یعنی میزان زباله‌ای که به جای دفن، مورد استفاده مجدد، بازیافت یا کمپوست قرار می‌گیرد) در بالاترین سطح در سراسر اروپا قرار دارد؛ به‌طوری‌که تقریباً ۷۵ درصد از زباله‌های خانگی تولیدشده در این منطقه به‌طور مؤثر دوباره وارد چرخه مصرف می‌شوند یا به روش‌های پایدار مدیریت می‌گردند، مانند بازیافت یا تبدیل به کمپوست.
از زمان اصلاحات ساختاری دولت در سال ۱۹۹۳، موضوعات زیست‌محیطی در بلژیک به عنوان مسئولیتی منطقه‌ای تعریف شده‌اند. به این معنا که سه منطقه منطقه ولامس، والونی و بروکسل، هر یک به‌طور مستقل مسئول سیاست‌گذاری، مدیریت و نظارت بر مسائل محیط زیست در قلمرو خود هستند. این ساختار منطقه‌ای موجب بروز تفاوت‌هایی در قوانین زیست‌محیطی میان این مناطق شده و همچنین باعث تفکیک در روش‌های اندازه‌گیری داده‌ها و انتشار آمارهای مرتبط شده است.

## هوا

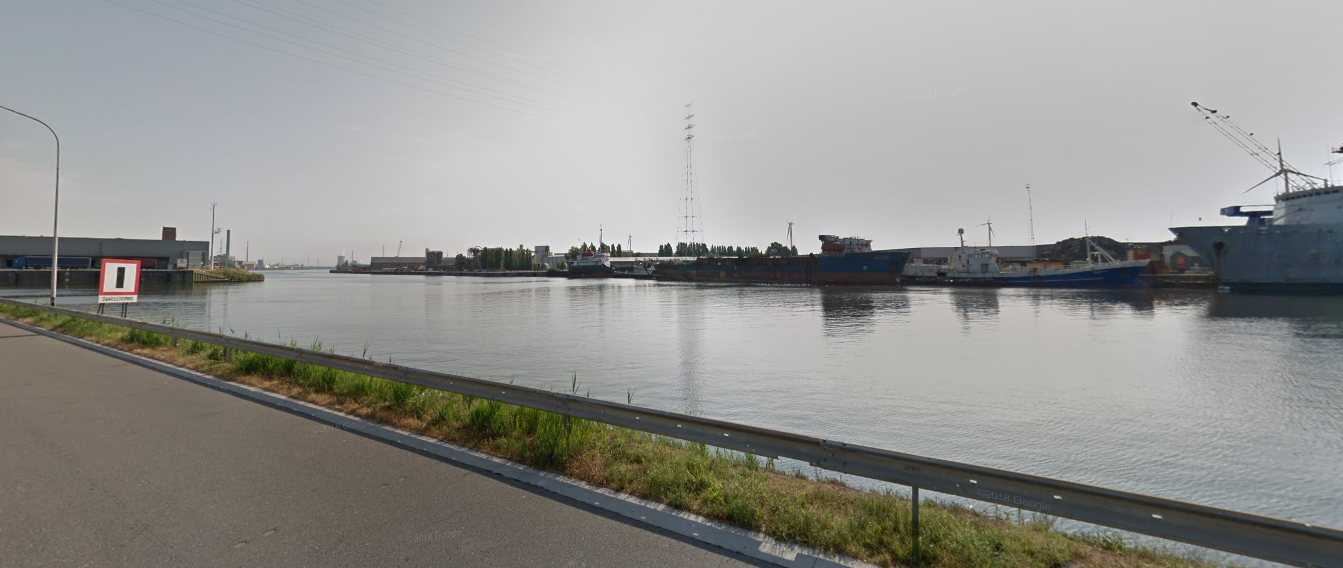

در فلاندر، انتشار ترکیبات آلی فرار غیر متانی از ۲۰۰ کیلوتن در سال ۱۹۹۰ به حدود ۱۰۰ کیلوتن در سال ۲۰۰۶ کاهش یافته است، که دلیل آن کاهش انتشار گازهای گلخانه‌ای از حمل و نقل و صنعت است. با این حال، این دو همچنان مهم‌ترین آلاینده‌های VOC هستند.

## تصفیه فاضلاب
اگرچه تولید پسماندهای صنعتی خطرناک در بلژیک نسبت به جمعیت آن همچنان در سطح بالایی قرار دارد، اما میزان تولید پسماند شهری توسط شهروندان بلژیکی کمتر از میانگین کشورهای همسایه است. در بلژیک، سرانه تولید زباله شهری حدود ۴۱۶ کیلوگرم در سال است، در حالی که میانگین این رقم در سطح اروپا به ۵۰۵ کیلوگرم می‌رسد. بلژیک همچنین یکی از کشورهای پیشرو در زمینه مدیریت و پردازش پسماندهای شهری به‌شمار می‌رود. ۹۸/۵ درصد از زباله‌های شهری در این کشور از طریق روش‌های پایدار و قابل بازیافت مدیریت می‌شود؛ به این صورت که ۳۴ درصد از زباله‌ها بازیافت می‌شوند، ۲۰ درصدکمپوست می‌گردند، **۴۲ درصد** با بازیابی انرژی سوزانده می‌شوند و **۲/۵ درصد** نیز تحت فرایند **تجزیه بی‌هوازی** قرار می‌گیرند.
تنها **۱/۵ درصد** از زباله‌های شهری به‌طور نهایی دفع می‌شود، چه از طریق دفن در محل‌های مخصوص و چه از طریق سوزاندن مستقیم بدون بازیافت انرژی. این مقدار معادل **کمی بیش از ۵ کیلوگرم زباله برای هر نفر** در سال است که در مقایسه با بسیاری از کشورها، میزان بسیار ناچیزی محسوب می‌شود.

## آب
اگرچه بلژیک هنوز با چالش‌هایی مانند آلودگی آب رودخانه مواجه است، اما به‌طور متوسط، کیفیت آب به سرعت در حال بهبود است، که عمدتاً به دلیل افزایش تصفیه فاضلاب است. در سال‌های اخیر، ماهی سالمون و قزل‌آلا دوباره در رودخانه‌های اصلی بلژیک دیده می‌شوند. علاوه بر این، طبق گزارش کمیسیون اتحادیه اروپا (گزارش سال ۲۰۱۵)، کیفیت آب در سواحل بلژیک در بیش از دو مورد از سه مکان (یعنی ۱۷ مورد) که نمونه‌برداری انجام شده، عالی‌رتبه‌بندی شده است. 

## خاک
بلژیک دارای مناظر نسبتاً مسطح اما متنوعی است و انواع خاک‌ها در سراسر کشور وجود دارد.
بلژیک به دلیل وجود دریای شمال، در مقایسه با بسیاری از نقاط اروپا، آب و هوای خنک‌تر و مرطوب‌تری دارد. به دلیل موقعیت مکانی منطقه در نزدیکی دریا، خاک فلاندر عمدتاً از نوع شنی و رسی است. والونی زمین تپه‌ای‌تری دارد و خاک آن از سنگ آهک، فیلیت، کوارتزیت، شیل و ماسه‌سنگ تشکیل شده است.